# Поляна (Кропивницький район)
Поля́на — село в Україні, у Кетрисанівській сільській громаді Кропивницького району Кіровоградської області. Населення становить 25 осіб.

## Населення
Згідно з переписом УРСР 1989 року чисельність наявного населення села становила 25 осіб, з яких 8 чоловіків та 17 жінок.
За переписом населення України 2001 року в селі мешкали 24 особи.

### Мова
Розподіл населення за рідною мовою за даними перепису 2001 року:
| Мова       | Відсоток |
| ---------- | -------- |
| українська | 96,00 %  |
| російська  | 4,00 %   |